# Case Model L
Der Case Model L ist ein Pkw-Modell des seit 1842 bestehenden US-amerikanischen Industriekonzerns Case Corporation, der für die Produktion von Land- und Baumaschinen unter der gleichen Marke bekannt war. Hergestellt wurde der Wagen von Case in Racine (Wisconsin). Nachdem die J. I. Case Threshing Machine Company die Pierce Motor Company in Racine, Hersteller des Pierce-Racine-Automobils, 1911 übernommen hatte, erschien das erste Automobil unter dem Namen Case.

## Beschreibung
Die Fahrzeuge wurden zwischen 1910 und 1911 unter dem Namen Pierce-Racine Type K hergestellt und nach der vollständigen Übernahme von Pierce-Racine durch die Case Corporation unter der neuen Typenbezeichnung Model L als Case bis 1912 weitergebaut. Nachfolger wurde der Case Model M.
Der Case L hat einen vorn eingebauten wassergekühlten Vierzylinder-Ottomotor mit einem Hubraum von 4645 cm³ (Bohrung 107,9 mm, Hub 127 mm). Im Kühlsystem sind 19 Liter Wasser im Umlauf. Der Motor leistet 30 PS; steuerlich war er in Frankreich mit 18 CV eingestuft. Die Antriebskraft wird über ein Dreiganggetriebe und eine Kardanwelle an die Hinterräder übertragen. Der Tank des Wagens fasst 50 Liter Kraftstoff.
Der Radstand beträgt 2845 mm, die Spurweite 1400 mm. Der Case L wurde als Tourenwagen mit 4 Sitzplätzen gebaut. Der Verkaufspreis in Frankreich betrug 12.500 Franc.

## Produktionszahlen
Gesamtproduktion Fahrzeuge von 1910 bis 1912
| Jahr            | 1910    | 1911    | 1912     | Summe    |
| --------------- | ------- | ------- | -------- | -------- |
| Pierce-Racine K | ca. 600 | 1106    |          | ca. 1700 |
| Case L          |         | ca. 100 | ca. 1100 | ca. 1200 |